# کرول نای
کرول نای (انگلیسی: Carroll Nye؛ ۴ اکتبر ۱۹۰۱ – ۱۷ مارس ۱۹۷۴) بازیگر اهل ایالات متحده آمریکا بود.
از فیلم‌ها یا برنامه‌های تلویزیونی که وی در آن نقش داشته است می‌توان به بر باد رفته و جنایت بی‌نقص اشاره کرد.